# Гумерово (Благовіщенський район)
Гуме́рово (рос. Гумерово, башк. Ғүмәр) — присілок у складі Благовіщенського району Башкортостану, Росія. Входить до складу Іліковської сільської ради.
Населення — 59 осіб (2010; 62 в 2002).
Національний склад:
- башкири — 87 %